# Chagos-szigeteki labdarúgó-válogatott
A Chagos-szigeteki labdarúgó-válogatott Chagos-szigetek válogatottja, melyet a Chagos-szigeteki labdarúgó-szövetség irányít.

## ConIFA labdarúgó-világbajnokság
| Év        | Helyezés                              | M                                     | Gy                                    | D                                     | V                                     | RG                                    | KG                                    |
| --------- | ------------------------------------- | ------------------------------------- | ------------------------------------- | ------------------------------------- | ------------------------------------- | ------------------------------------- | ------------------------------------- |
| 2014      | Nem indult                            | Nem indult                            | Nem indult                            | Nem indult                            | Nem indult                            | Nem indult                            | Nem indult                            |
| 2016      | 12. hely                              | 4                                     | 0                                     | 1                                     | 3                                     | 5                                     | 27                                    |
| 2018      | Nem jutott be                         | Nem jutott be                         | Nem jutott be                         | Nem jutott be                         | Nem jutott be                         | Nem jutott be                         | Nem jutott be                         |
| 2020      | Törölték a koronavírus-járvány miatt. | Törölték a koronavírus-járvány miatt. | Törölték a koronavírus-járvány miatt. | Törölték a koronavírus-járvány miatt. | Törölték a koronavírus-járvány miatt. | Törölték a koronavírus-járvány miatt. | Törölték a koronavírus-járvány miatt. |
| 2024      |                                       |                                       |                                       |                                       |                                       |                                       |                                       |
| Összesen: | 12. hely                              | 4                                     | 0                                     | 1                                     | 3                                     | 5                                     | 27                                    |